# Rozsochy
Rozsochy (en allemand : Rossoch) est une commune du district de Žďár nad Sázavou, dans la région de Vysočina, en République tchèque. Sa population s'élevait à 702 habitants en 2020.

## Géographie
Rozsochy se trouve à 4,5 km à l'ouest du centre de Bystřice nad Pernštejnem, à 19,5 km à l'est-sud-est de Žďár nad Sázavou, à 46 km à l'est-nord-est de Jihlava à 142 km au sud-est de Prague.
La commune est limitée par Bystřice nad Pernštejnem au nord et à l'est, par Rodkov au sud-est et au sud, par Horní Rožínka au sud, et par Zvole à l'ouest.

## Histoire
La première mention écrite de la localité date de 1285.

## Administration
La commune se compose de cinq quartiers :
- Rozsochy
- Albrechtice
- Blažejovice
- Kundratice
- Vojetín

## Transports
Par la route, Rozsochy se trouve à 5 km de Bystřice nad Pernštejnem, à 22,5 km de Žďár nad Sázavou, à 58,5 km de Jihlava et à 183 km de Prague.